# Anourosorex schmidi
Anourosorex schmidi är en däggdjursart som beskrevs av Francis Petter 1963. Anourosorex schmidi ingår i släktet Anourosorex, och familjen näbbmöss. IUCN kategoriserar arten globalt som otillräckligt studerad. Inga underarter finns listade i Catalogue of Life.
Denna näbbmus förekommer i bergstrakter i nordöstra Indien (provinser Arunachal Pradesh och Sikkim) och Bhutan. Den vistas där mellan 1500 och 3100 meter över havet. Habitatet utgörs av tropiska bergsskogar.